# Kinston (Karolina Północna)
Kinston – miasto w Stanach Zjednoczonych, w stanie Karolina Północna, siedziba administracyjna hrabstwa Lenoir, położone nad rzeką Neuse. Według spisu w 2020 roku liczy 19,9 tys. mieszkańców, w większości Afroamerykan. 
Z Kinston pochodzi Jaime Pressly, amerykańska aktorka, modelka i piosenkarka.